# Quatre nouvelles sonatines pour piano
Pour les articles homonymes, voir Sonatine (homonymie).
Les Quatre nouvelles sonatines op. 87 de Charles Koechlin sont un recueil de sonatines pour piano composées en 1923-1924, publié en 1926.

## Composition
Charles Koechlin compose ses Quatre nouvelles sonatines op. 87 entre août 1923 et octobre 1924,. Elles sont publiées en 1926 par les éditions Senart.
Le terme « nouvelles » fait référence aux précédentes Sonatines op. 59 pour piano et aux Quatre sonatines françaises op. 60 (1919) pour piano à quatre mains du compositeur. Pour Otfrid Nies, le genre de la sonatine « correspond chez Koechlin à la légèreté, au charme et à l'esprit français. Il n'y a quasiment aucune mesure sans surprise, chaque mouvement est un petit joyau ».
Le cahier complet est créé par le pianiste Marius-François Gaillard à Paris, salle Pleyel, le 3 juin 1929. Cependant, la deuxième des Nouvelles sonatines avait déjà été donnée en première audition à l'Université Mercereau, 241 boulevard Raspail, le 4 janvier 1927, peut-être par Koechlin lui-même, la première au même endroit le 13 février 1927, peut-être par Jeanne Herscher-Clément, et la quatrième, en compagnie de la deuxième, par Marius-François Gaillard, le 16 mars 1927, dans la salle de concerts de l'Hôtel Majestic, 19 avenue Kléber.

## Présentation
Les Sonatines sont en trois ou quatre mouvements :
Sonatine no 1, dédiée à Edmée Ortmans :
1. Moderato, sans lenteur à 
 ;
2. Andante moderato (ou même presque Adagio) en mi mineur, non mesuré ;
3. Bien allant, gai et doux en sol majeur, non mesuré ;
4. Final. Allegro con moto en sol majeur, non mesuré.

Sonatine no 2, dédiée à mademoiselle Eliette Meynieu :
1. Andante (comme une complainte lointaine) en ut majeur, non mesuré ;
2. Andante espressivo (pas trop), non mesuré ;
3. Menuet. Assez calme en la bémol majeur, à 
 ;
4. Allegro (dans le caractère d'une chanson populaire) en sol majeur, non mesuré.

Sonatine no 3, dédiée à Émile Jaques-Dalcroze :
1. Scherzo molto moderato en sol majeur, non mesuré ;
2. Mouvement de sicilienne en mi majeur, non mesuré ;
3. Allegro moderato, non mesuré.

Sonatine no 4, dédié à madame Fleury-Monchablon :
1. Animé en ut majeur, à 
 ;
2. Scherzo molto moderato en sol majeur, non mesuré ;
3. Assez lent, et avec sentiment, non mesuré ;
4. Final. Allegro con moto (bien décidé) en ut majeur, à 
.

## Analyse
Guy Sacre considère l'écriture toute en modulations du premier mouvement de la Sonatine no 1, qui « se borne à répéter dix fois une formule de croches arpégées, tantôt à gauche, tantôt à droite, et chaque fois dans un ton différent : fa majeur, ut mineur, sol bémol majeur, ut dièse majeur, la mineur, mi majeur, etc. pour finir en fa dièse majeur ! »
La sicilienne de la Sonatine no 3 est « plus opulente que n'aurait osé l'être celle de la Sonatine no 2 de l'op. 59 ; on pourra lui reprocher de s'enivrer elle-même de ses propres parfums, de se perdre dans ses richesses, de ne retrouver son fil qu'au bout de maintes arabesques modulantes, mais il n'est que trop facile de céder à son charme ».

## Discographie
- Charles Koechlin : L'Ancienne Maison de campagne, Quatre nouvelles sonatines, Danses pour Ginger (no 2), Christoph Keller (piano), Accord 465 781-2 (1993).
- Koechlin : Sonatines, Pastorales, Esquisses, Chants de Kervéléan, 2 CD, Mireille Guillaume (piano), Skarbo DSK 10556, 2001.
- Charles Koechlin : Musique de chambre, SWR Music SWR19047CD, 2017, CD 5, Michael Korstick (piano)[8].

### Ouvrages généraux
- Guy Sacre, La musique de piano : dictionnaire des compositeurs et des œuvres, vol. II (J-Z), Paris, Robert Laffont, coll. « Bouquins », 1998, 2998 p. (ISBN 978-2-221-08566-0), « Charles Koechlin », p. 1573-1595.
- François-René Tranchefort (dir.), Guide de la musique de piano et de clavecin, Paris, Fayard, coll. « Les Indispensables de la musique », 1987, 867 p. (ISBN 978-2-213-01639-9, OCLC 17967083), « Charles Koechlin », p. 440-441.

### Monographies
- Aude Caillet, Charles Koechlin : L'Art de la liberté, Anglet, Séguier, coll. « Carré Musique » (no 10), 2001, 214 p. (ISBN 2-84049-255-5).